# Borki (Kaskajmy)
Borki (niem. Borken) – przysiółek  osady Kaskajmy w Polsce, położony w województwie warmińsko-mazurskim, w powiecie kętrzyńskim, w gminie Kętrzyn. Wchodzi w skład sołectwa Gałwuny.
W latach 1975–1998 przysiółek administracyjnie należał do województwa olsztyńskiego.

## Historia
Wieś jako majątek ziemski posiada średniowieczny rodowód. W 1699 Borki należały do luterańskiej parafii św. Jerzego w Kętrzynie.
W XVIII w. Borki były jedną z większych wsi w okolicy, a powierzchnia zabudowy była znacznie większa niż w wieku XX. W XIX w, do Borek należał też folwark.
W 1820 majątek (adl. Gut) liczył 9 domów i 68 mieszkańców, a właścicielem był rotmistrz von Stutterheim. Według danych z 1871 majątek o pow. 279 ha należał do rodziny Gervais. Po 1909 majątek i folwark zostały sprzedane, każde innemu nabywcy. Wtedy obszar majątku ustalony został na 197 ha. Borki nabył Hermann Kühl – syn Ottona, właściciela sąsiedniego majątku Kaskajmy/Gross Köskeim. Po I wojnie światowej H. Kühl obejmuje w spadku po ojcu majątek Kaskajmy, a Borki odkupił Walter Becker (ok. 1920). Na początku lat 30. XX wieku majątek ponownie zmienił właściciela, do 1945 był nim Hans Bricken.
W 1935 w Borkach wybudowano budynek nowej szkoły. Była to szkoła dwuklasowa.
W 1973 Borki były sołectwem do którego należały miejscowości: Borki, Kaskajmy (PGR), Katkajmy, Nowy Mikielnik (PGR), Olchowo, Ostry Róg, Stary Mikielnik i Żyłki.

## Dwór
Istniejący dwór w Borkach wybudowany został na początku XIX wieku. Budowla wzniesiona została na rzucie prostokąta z trójosiowym dwupozimowym ryzalitem od frontu. Do wejścia dworu prowadzą szerokie schody zakończone tarasem. Nad tym tarasem na poziomie I piętra wznosił się drugi taras wsparty na czterech kolumnach.
Przy dworze znajdował się park krajobrazowy ze stawem. Obecnie park jest bardzo zaniedbany. Z dawnych zabudowań gospodarczych zachował się budynek kuźni, chlewni i obory.
Od 1947 roku dwór zamieszkiwało siedem rodzin, przesiedlonych tu z województwa lubelskiego w ramach „akcji Wisła”.
Zespół dworski znajdował się w posiadaniu AWRSP, a obecnie osoby fizycznej. Dwór wymaga remontu ratunkowego.